# Darren Jackson
Darren Jackson (ur. 25 lipca 1966 w Edynburgu) – piłkarz szkocki grający na pozycji napastnika.

## Kariera klubowa
Karierę piłkarską Jackson rozpoczął w małym klubie o nazwie Meadowbank Thistle. W 1985 roku zaczął występować w jego barwach w Scottish Second Division i w całym sezonie był najlepszym strzelcem zespołu z 17 golami. 31 października 1986 przeszedł do pierwszoligowego angielskiego zespołu Newcastle United, który zapłacił za ten transfer kwotę w wysokości 240 tysięcy funtów. W angielskiej lidze zadebiutował 18 października w przegranym 1:2 domowym spotkaniu z Arsenalem. W zespole „Srok” był rezerwowym dla Paula Goddarda i Petera Beardsleya, ale zdołał strzelić 3 gole w lidze. W sezonie 1987/1988 po odejściu tego drugiego był dublerem dla Brazylijczyka Mirandinhi, a w kolejnym w barwach Newcastle występował tylko przez pół roku (zespół na koniec sezonu spadł z ligi).
16 grudnia 1988 Jackson wrócił do Szkocji i został piłkarzem Dundee United. Kosztował 200 tysięcy funtów, ale wystąpił tylko w jednym spotkaniu ligowym. W kolejnych trzech sezonach był jednak podstawowym zawodnikiem tego klubu i stworzył atak z Finem Mixu Paatelainenem. W 1991 roku dotarł z Dundee do finału Pucharu Szkocji, jednak jego zespół przegrał 3:4 po dogrywce z Motherwell F.C. Dla Dundee strzelił łącznie 30 goli, a w 1992 roku przeszedł do Hibernian F.C. z Edynburga. Tam także występował w pierwszym składzie grając w linii napadu z Keithem Wrightem. W Hibernian grał przez pełne 5 sezonów, zdobył 50 bramek, ale nie osiągnął większych sukcesów ani w lidze, ani w krajowym pucharze.
14 lipca 1997 Darren podpisał kontrakt z jedną z czołowych drużyn w Szkocji, Celtikiem. Swój pierwszy mecz w koszulce „The Bhoys” rozegrał 3 sierpnia, a Celtic przegrał w nim 1:2 z Hibernianem. Jackson nie zdołał jednak wywalczyć miejsca w składzie i przegrywał rywalizację ze Szwedem Henrikiem Larssonem i Simonem Donnelly’m. Został jednak po raz pierwszy i jedyny w karierze mistrzem kraju oraz zdobył Puchar Ligi Szkockiej.
W trakcie sezonu 1998/1999 Jackson odszedł z Celtiku i trafił do Coventry City. Jednak po rozegraniu 3 spotkań w Premier League wrócił do Szkocji i został zawodnikiem Heart of Midlothian F.C. W drużynie „Serc” grał do końca 2000 roku i wówczas przeszedł do Livingston F.C., z którym wywalczył mistrzostwo Scottish First Division i awans do Premier League. W sezonie 2001/2002 grał najpierw St. Johnstone, a następnie w Clydebank F.C. i latem 2002 zakończył piłkarską karierę.
| Sezon   | Klub                     | Kraj    | Rozgrywki                 | Mecze | Bramki |
| ------- | ------------------------ | ------- | ------------------------- | ----- | ------ |
| 1985/86 | Meadowbank Thistle       | Szkocja | Scottish Second Division  | 39    | 17     |
| 1986/87 | Meadowbank Thistle       | Szkocja | Scottish Second Division  | 9     | 6      |
| 1986/87 | Newcastle United         | Anglia  | Division One              | 23    | 3      |
| 1987/88 | Newcastle United         | Anglia  | Division One              | 31    | 2      |
| 1988/89 | Newcastle United         | Anglia  | Division One              | 15    | 3      |
| 1988/89 | Dundee United            | Szkocja | Scottish Premier Division | 1     | 0      |
| 1989/90 | Dundee United            | Szkocja | Scottish Premier Division | 25    | 7      |
| 1990/91 | Dundee United            | Szkocja | Scottish Premier Division | 33    | 12     |
| 1991/92 | Dundee United            | Szkocja | Scottish Premier Division | 28    | 11     |
| 1992/93 | Hibernian F.C.           | Szkocja | Scottish Premier Division | 36    | 13     |
| 1993/94 | Hibernian F.C.           | Szkocja | Scottish Premier Division | 40    | 7      |
| 1994/95 | Hibernian F.C.           | Szkocja | Scottish Premier Division | 31    | 10     |
| 1995/96 | Hibernian F.C.           | Szkocja | Scottish Premier Division | 36    | 9      |
| 1996/97 | Hibernian F.C.           | Szkocja | Scottish Premier Division | 30    | 11     |
| 1997/98 | Celtic F.C.              | Szkocja | Scottish Premier Division | 23    | 3      |
| 1998/99 | Celtic F.C.              | Szkocja | Scottish Premier League   | 6     | 0      |
| 1998/99 | Coventry City            | Anglia  | Premier League            | 3     | 0      |
| 1998/99 | Heart of Midlothian F.C. | Szkocja | Scottish Premier League   | 9     | 1      |
| 1999/00 | Heart of Midlothian F.C. | Szkocja | Scottish Premier League   | 35    | 6      |
| 2000/01 | Heart of Midlothian F.C. | Szkocja | Scottish Premier League   | 11    | 0      |
| 2000/01 | Livingston F.C.          | Szkocja | Scottish First Division   | 9     | 1      |
| 2001/02 | St. Johnstone            | Szkocja | Scottish Premier League   | 9     | 1      |
| 2001/02 | Clydebank F.C.           | Szkocja | Scottish First Division   | 13    | 2      |

## Kariera reprezentacyjna
W reprezentacji Szkocji Jackson zadebiutował 29 marca 1995 roku w zremisowanym 0:0 spotkaniu z Rosją. W 1996 roku znalazł się w kadrze Szkotów na Euro 96, jednak nie zagrał w żadnym ze spotkań. 5 października tamtego roku zdobył pierwszego gola w kadrze narodowej, w zwycięskim 2:0 meczu z Łotwą. W 1998 roku został powołany przez Craiga Browna do kadry na mundial we Francji i tam dwukrotnie pojawiał się na boisku: w przegranym 1:2 meczu z Brazylią i zremisowanym 1:1 z Norwegią. Karierę reprezentacyjną zakończył w tym samym roku, a jego ostatnim występem był mecz z Estonią (3:2). W kadrze narodowej wystąpił 28 razy i strzelił 4 gole.